# John Martins
John Martins (ur. 7 października 1950) – nigeryjski bokser wagi średniej, uczestnik Letnich Igrzysk Olimpijskich 1980. 
W 1978 wywalczył brązowy medal igrzysk afrykańskich.
Podczas igrzysk w Moskwie startował w tejże wadze. W pierwszej rundzie miał wolny los. W drugiej odpadł z rywalizacji po porażce z reprezentantem Ugandy Peterem Odhambio. 